# Brandon Lewis

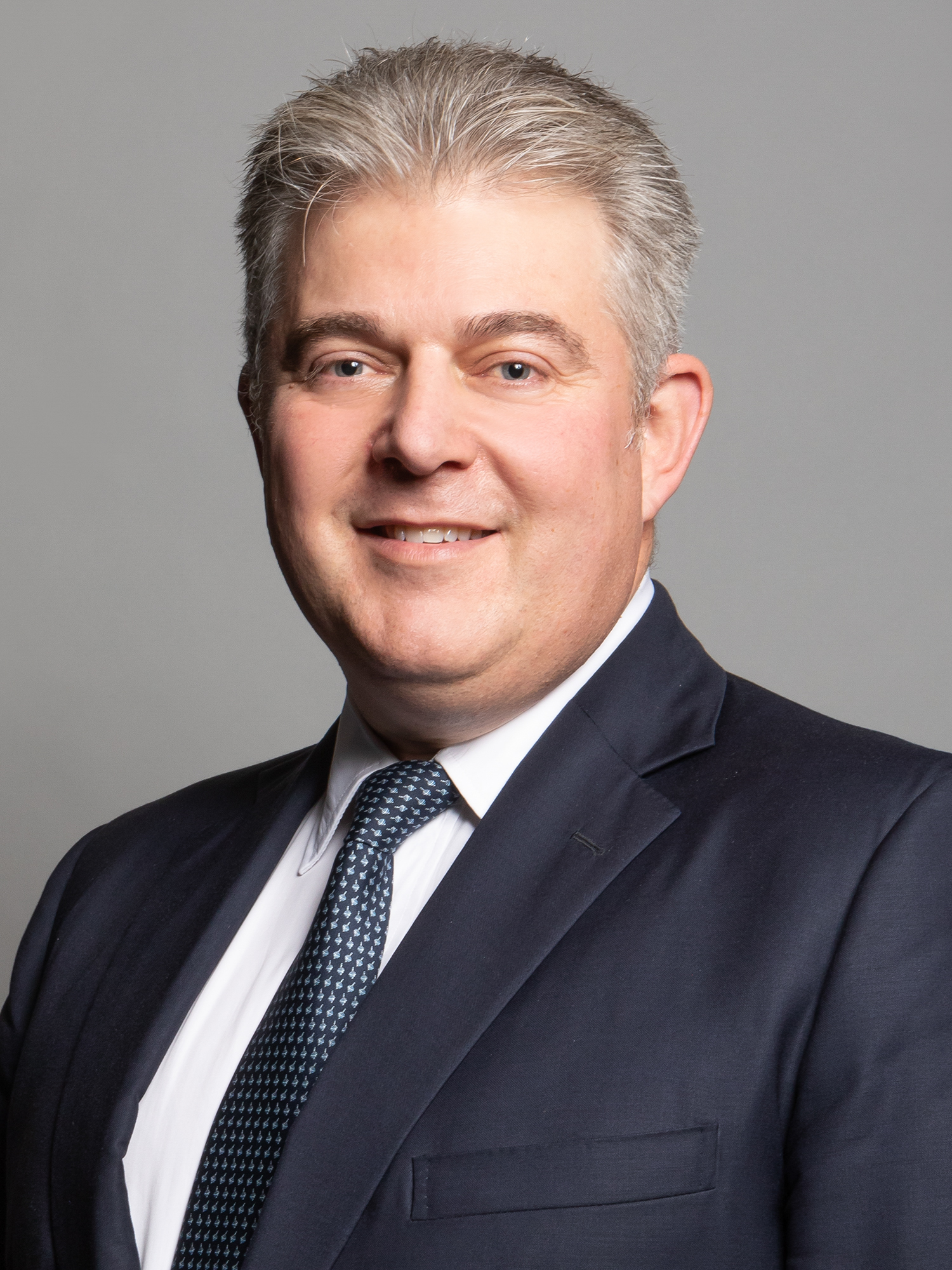
Brandon Lewis (2020)

Brandon Kenneth Lewis CBE (* 20. Juni 1971 in Harold Wood, London, England) ist ein britischer Politiker der Conservative Party.

## Leben
Lewis studierte an der University of Buckingham, dem King’s College London und Inns of Court School of Law und wurde schließlich als Barrister am Inner Temple zugelassen. Er ist seit 2010 als Abgeordneter für Great Yarmouth Mitglied des britischen House of Commons. Von 2014 bis 2016 war er Staatsminister für Wohnungsbau und Planung, von 2017 bis 2018 Staatsminister für Einwanderung, von 2019 bis 2020 Staatsminister für Sicherheit und Stellvertreter für den EU-Austritt sowie von 2018 bis 2019 Vorsitzender der Konservativen Partei und Minister ohne Geschäftsbereich. 
Er war seit dem 13. Februar 2020 Nordirlandminister (Secretary of State for Northern Ireland, auch: Northern Ireland Secretary) und trat im Zuge einer massiven Welle der Kritik an Premierminister Johnson am 7. Juli 2022 von seinem Amt zurück. Am 6. September 2022 wurde er unter der neuen Premierministerin Truss zum Lordkanzler und Justizminister ernannt und bekleidete beide Ämter bis zum 25. Oktober 2022.
Ende Oktober 2023 geriet Lewis in die Kritik, nachdem bekannt wurde, dass er zusätzlich zu seinen drei bezahlten Nebenbeschäftigungen noch eine vierte als Berater der Investment-Firma LetterOne antreten wollte. Aus den drei Nebenbeschäftigungen bezog er ein jährliches Nebeneinkommen von 150.000 £ – zusätzlich zu seinem Abgeordnetengehalt von 86.584 £. Die Einkünfte aus der anvisierten Beratertätigkeit bei LetterOne wurden in der Presse auf etwa 100.000 £ geschätzt. Gründer und Eigentümer von LetterOne waren zu diesem Zeitpunkt die russischen Oligarchen Michail Fridman und Pjotr Awen, die beide im Zusammenhang mit dem russischen Überfall auf die Ukraine 2022 auf der EU-Sanktionsliste standen.
Lewis heiratete im Jahr 1999 Justine Rappolt. Das Paar hat zwei Kinder.